# Gémenos
Gémenos är en kommun i departementet Bouches-du-Rhône i regionen Provence-Alpes-Côte d'Azur i sydöstra Frankrike. Kommunen ligger  i kantonen Aubagne-Est som ligger i arrondissementet Istres. År 2022 hade Gémenos 6 678 invånare.

## Befolkningsutveckling
Antalet invånare i kommunen Gémenos
Referens:INSEE